# 扎魯茨凱
51°39′27″N 34°1′34″E / 51.65750°N 34.02611°E
扎魯茨凱（烏克蘭語：Заруцьке）是位於烏克蘭東北部的村莊，由蘇梅州紹斯特卡區的赫盧希夫市鎮負責管轄。該村處於克列文河畔，距離比洛科佩托韋1.5公里，海拔高度146米，2001年人口129。